# Turtle Creek, Pennsylvania
Turtle Creek là một thị trấn thuộc quận Allegheny, tiểu bang Pennsylvania, Hoa Kỳ. Năm 2010, dân số của thị trấn này là 5349 người.